# Ryann Neushul
Ryann Neushul (* 30. Dezember 1999 in Goleta, Kalifornien) ist eine Wasserballspielerin aus den Vereinigten Staaten. Sie gewann 2022 und 2024 mit der Nationalmannschaft den Weltmeistertitel.

## Sportliche Karriere
Ryann Neushul besuchte die Dos Pueblos High School in Goleta. 2022 gewann sie mit der Mannschaft der Stanford University den Meistertitel der National Collegiate Athletic Association.
Ryann Neushul wurde mit der Juniorinnen-Nationalmannschaft 2017 Fünfte und 2019 Sechste bei der Juniorenweltmeisterschaft.
Ihr erstes internationales Turnier mit der Nationalmannschaft war die Weltmeisterschaft 2022 in Budapest. Das US-Team besiegte im Halbfinale die Italienerinnen und schlug im Finale die Ungarinnen mit 9:7. Ryann Neushul warf bei der Weltmeisterschaft insgesamt 13 Tore. In den nächsten Jahren siegte das US-Team bei den 2024 sowie bei den Panamerikanischen Spielen 2023. Lediglich bei der Weltmeisterschaft 2023 verlor die Mannschaft im Viertelfinale gegen die Italienerinnen und wurde nach den Platzierungsspielen Fünfte. Bei den Olympischen Spielen 2024 in Paris siegte die Mannschaft im Viertelfinale gegen die Ungarinnen. Nach einer Halbfinalniederlage gegen die Australierinnen verlor das US-Team das Spiel um Bronze gegen die Niederländerinnen. Neushul warf im Match um Bronze zwei Tore.
Die Eltern von Ryann Neushul spielten beide Wasserball an der University of California, Santa Barbara. Ihre älteren Schwestern Kiley Neushul und Jamie Neushul waren beide sowohl Olympiasiegerin als auch Weltmeisterin im Wasserball.